# Понтелонго
Понтелонго (итал. Pontelongo) је насеље у Италији у округу Падова, региону Венето.
Према процени из 2011. у насељу је живело 3274 становника. Насеље се налази на надморској висини од 2 м.

## Становништво
Према резултатима пописа становништва 2011. у општини је живело 3.902 становника.
| 1931. | 1936. | 1951. | 1961. | 1971. | 1981. | 1991. | 2001. | 2011. |
| ----- | ----- | ----- | ----- | ----- | ----- | ----- | ----- | ----- |
| 4.531 | 4.809 | 5.075 | 4.164 | 3.713 | 3.566 | 3.571 | 3.759 | 3.902 |

## Партнерски градови
- Битигхајм-Бисинген